# Can Let
Can Let és una casa de Santa Maria de Palautordera (Vallès Oriental) protegida com a Bé Cultural d'Interès Local.

## Descripció
Casa entre mitgeres de planta baixa i dos pisos amb carener paral·lel a la façana i coberta a dues vessants de teula àrab. Els murs, que són de paredat, estan arrebossats i pintats. La planta baixa ha estat totalment transformada. El primer pis conté dues obertures, ambdues d'arc rebaixat i emmarcades per una motllura llisa d'un to més clar que el color de la façana. Tant la finestra com el balcó, sustentat per mènsules treballades, tenen cap tipus d'ornamentació. El segon pis repeteix el mateix esquema que el primer però el finestral és més petit. La motllura correguda separa els dos pisos i la planta baixa.

## Història
Ha estat restaurada recentment.